# کامان کی-۱۶بی
کامان کی-۱۶بی (به انگلیسی: Kaman K-16B) یک هواگرد آزمایشی عمودپرواز تیلت‌روتور ساخت شرکت کامان آمریکا بود. در سال ۱۹۵۹ ایدهٔ ساخت یک هواگرد عمودپرواز در شرکت کامان مطرح شد و مهندسان این شرکت یک هواپیمای گرومن جی-۲۱ گوس را که در آزمایش‌های تونل باد بشدت فرسوده شده بود، برای این کار انتخاب کردند تا هزینه‌های پژوهش را کاهش دهند؛ درهرصورت این هواگرد هرگز پرواز نکرد و سه سال بعد در سال ۱۹۶۲ درحالیکه تنها یک نمونه از آن تولید شده بود پروژه رها شد.

## مشخصات
داده‌ها از Jane's 1959–1960 and the New England Air Museum. All performance data estimated.
ویژگی‌های عمومی
- خدمه: ۲
- طول: ۳۸ فوت ۴ اینچ (۱۱٫۶۸ متر)
- پهنای بال: ۳۴ فوت ۰ اینچ (۱۰٫۳۶ متر)
- ارتفاع: ۱۹ فوت ۲ اینچ (۵٫۸۴ متر)
- وزن خالی: ۶٬۵۰۰ پوند (۲٬۹۴۸ کیلوگرم)
- وزن ناخالص: ۸٬۰۰۰ پوند (۳٬۶۲۸٫۷۴ کیلوگرم)
- پیشرانه: ۲ عدد turboshafts General Electric YT58-GE-2A, ۱۳۲۴٫۹ hp (۹۸۸ kW)  در هر موتور
- ملخ‌ها: سهملخه Kaman، قطر  ۱۴ فوت ۱۰ اینچ (۴٫۵ متر)

عملکرد
- حداکثر سرعت: ۲۰۰ مایل بر ساعت (۳۲۱٫۹ کیلومتر بر ساعت، ۱۷۳٫۸ گره)
- بُرد: ۲۵۰ مایل (۴۰۲٫۳ کیلومتر، ۲۱۷٫۲۴ مایل دریایی)
- حداکثر ارتفاع: ۱۶٬۰۰۰ فوت (۴٬۸۷۶٫۸ متر)

توسعه مرتبط
- Grumman G-21 Goose

هواگردهای با عملکرد، پیکربندی و یا دوره زمانی مشابه
- Canadair CL-84
- Hiller X-18
- LTV XC-142
- Vertol VZ-2

فهرست‌های مرتبط

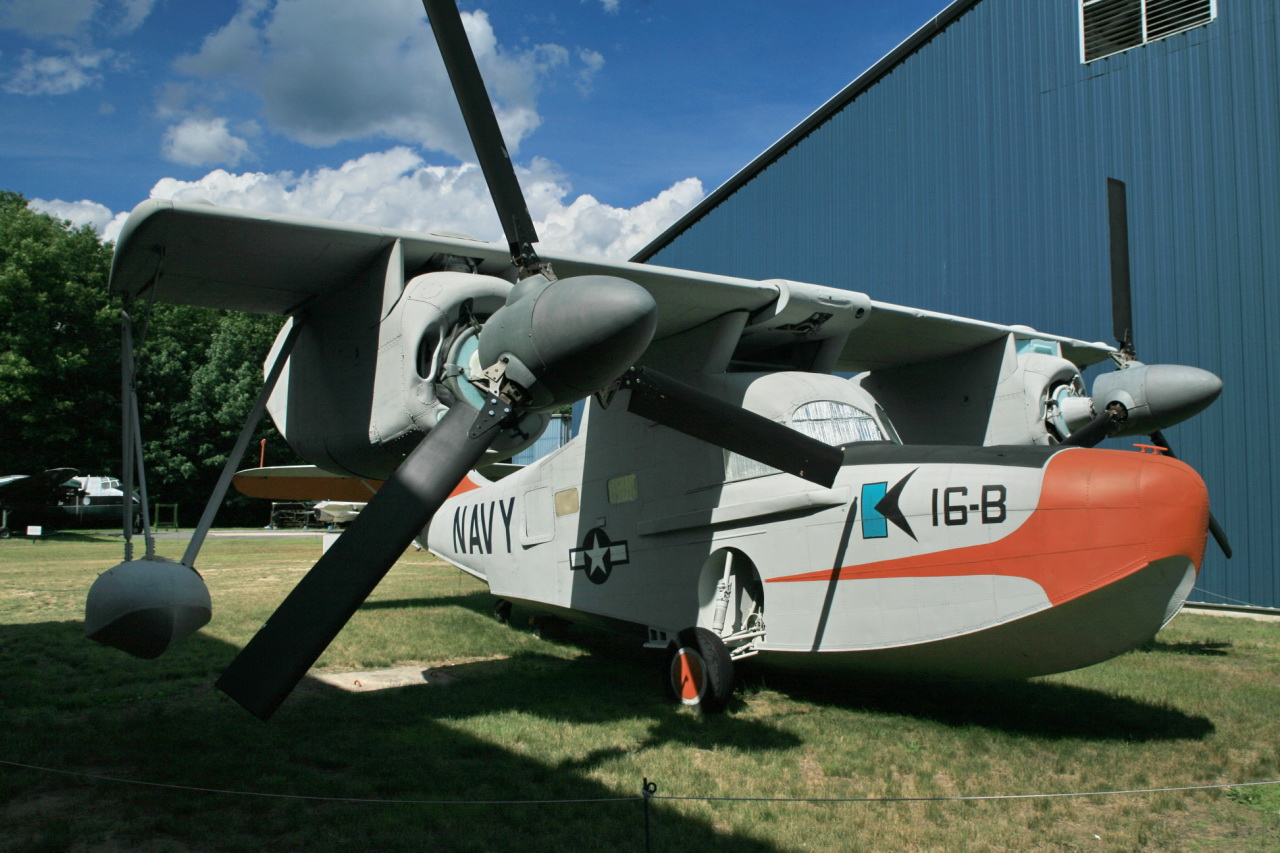
The K-16B at the New England Air Museum

- List of military aircraft of the United States
- List of VTOL aircraft